# Camil Marinescu
Camil Marinescu (n. 29 septembrie 1964, București, România – d. 27 iulie 2020) a fost un dirijor român.
De la vârsta de nouă ani a învățat să cânte la fagot. A studiat apoi la Academia de Muzică din București fagotul, compoziție, orchestrație și cor. Dirijatul l-a studiat cu Constantin Bugeanu, Mihai Bredicianu și Cristian Mandeal. În Franța a studiat la Pierre Dervaux. A fost distins cu premiul Ionel Perlea.
În 1991 Camil Marinescu devine dirijor permanent al operei din București. În același timp a fost numit în 1993 dirijor la Filarmonica de Stat din Iași. A fost de asemenea invitat să conducă numeroase orchestre și case de operă din țară și străinătate.
Repertoriul lui Camil Marinescu a cuprins piese simfonice, opere și balete din repertoriul clasic-romantic și o mare parte din piesele importante ale secolului al XX-lea.
Din 2003, pentru trei stagiuni, a fost dirijor permanent invitat al Berliner Sinfonie Orchester, Germania. Începând cu 2002, Camil Marinescu a fost rezident în Japonia, activitatea sa internaţională bucurându-se de succes în numeroase turnee în SUA, Canada, Franţa, Austria, Spania, Italia, Mexic, Elveţia, Rusia, Australia, China, Marea Britanie, Israel.
Dirijând atât repertoriul de teatru liric, cât şi repertoriul simfonic, a fost invitat să conducă Minneapolis Opera House din Minnesota (SUA), orchestra OSM din Montreal, Westdeutscher Rundfunk - Koln, Komische Oper din Berlin, Mitteldeutscher Rundfunk din Leipzig. Cu unele dintre aceste ansambluri a realizat înregistrări de referinţă: opere simfonice complete de George Enescu, lucrări de Janacek, Stravinski, Bruckner, Mozart, Schubert, Beethoven, Debussy, Richard Strauss şi Ravel. În Japonia a fost prezent pe scene din Tokio, Kyoto şi Osaka. Cu o mare diversitate în abordarea repertoriului - de la Gesualdo da Venosa la opere de Puccini şi Richard Strauss, la muzică simfonică contemporană şi muzică de film şi de jazz - dirijorul include în concertele sale muzica românească, contribuind la cunoaşterea muzicii noastre pretutindeni în lume.
Camil Marinescu a desfăşurat şi o activitate pedagogică susţinută, ce include cursuri de dirijat la Universitatea din Osaka şi cursuri de estetică şi filosofie a culturii la Universitatea din Kyoto.
De asemenea, a conferenţiat pe teme de analiză muzicală şi interpretare la universităţi din Franţa, Spania, Portugalia, Germania şi SUA.(sursa:Digi24Tv)